# Blad

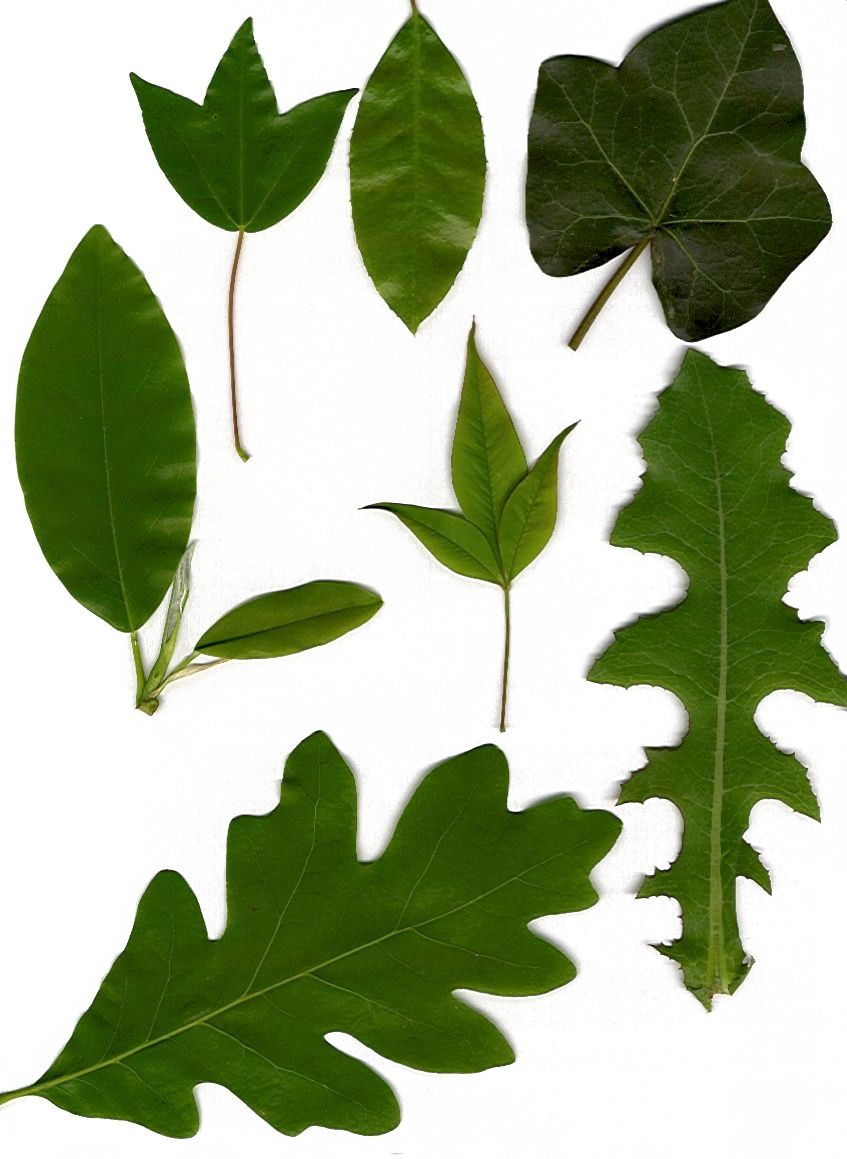
Olika typer av blad.

Blad (latin: folium) är ett vanligen fotosyntetiserande organ hos kärlväxternas sporofyt. Bladen växer ut från stammens sidor och har en begränsad och huvudsakligen basal tillväxt. Deras huvudsakliga funktion är att som näringsorgan medverka vid fotosyntesen, men de har även en mängd andra funktioner att fylla. Det finns städsegröna växter och lövfällande växter.
Bladen hos barrträden benämns barr. Löv används om blad på vissa träd och buskar, ofta i motsats till barr, såsom lövträd respektive barrträd.
Hos mossor saknas blad helt på sporofyten men bladliknande strukturer (ofta kallade blad) finns hos gametofyterna hos bladmossor och vissa levermossor.
Bladet kan variera i storlek från det mikroskopiskt lilla till det jättelikt stora. Bladen hos den vita näckrosen och hos den vanliga örnbräken når ibland en längd av 1,73 meter. De mest storbladiga av alla växter tillhör näckros-, banan- och palm-familjerna. Den cirkelrunda bladskivan hos den sydamerikanska jättenäckrosen (Victoria reginae) kan ha en diameter av närmare tre meter. Etiopisk banan (Ensete ventricosum) har blad av 5,9 meter längd. Enbart bladskivan är 8,57 meter lång. Vissa palmer, till exempel den ostindiska sockerpalmen (Arenga pinnata) har blad av ända upp till 7,5 meters längd.
Blad växer fram omedelbart nedanför den tillväxande stamspetsen och ur stammens yttre del, det vill säga från dess barklager (periblemet). Bladspetsen utvecklas först, och tillväxten av bladet sker till en början där. Efter ett kort tag slutar dock tillväxten i spetsen och bladet växer därefter i störst utsträckning vid bladets bas, men också till en viss grad i bladets kanter.
Hos lövfällande och vidvissnande växter förlorar bladen sin gröna färg på grund av att klorofyllproduktionen minskar under vinterhalvåret då energin är viktigare för stammen och grenarna. Med tiden faller alla blad av även hos de städsegröna, men då inte alla på en gång.

## Blad och stam
Att skilja mellan vad som är blad och stam hos en växt verkar vara lätt. Bladen har ju dels vanligen en typisk skivlik form, medan stammen har en kägellik eller cylindrisk form. Men det finns även fall där dessa sätt att skilja på blad och stam inte räcker till. Så till exempel har bladen hos barrträd, det vill säga barren, inte en skivlik form, utan liknar snarare små grenar. Hos en del kaktusväxter, som i bladkaktussläktet (Epiphyllum), är den blombärande stammen inte rund, utan har samma skivlika form som de flesta blad. Vetenskapligt sett används andra kriterier än de ovan nämnda. Stammen har vanligen inte någon bestämd slutstorlek, medan bladet når en viss storlek under växtsäsongen, och slutar då växa mer. Därför är alla blad på en given växt av ungefär samma storlek. Stammen tillväxer dessutom huvudsakligen i toppen, medan bladet växer till vid basen. Bladen växer ut på stammens yta, exogent, som sidobildningar och i form av vårtor eller utskott. I en del fall och särskilt hos enhjärtbladiga växter är hjärtbladet inte en sidobildning på stammen, utan står terminalt, det vill säga utgår från skottaxelns spets. Blad kan aldrig utvecklas från roten hos växterna; inte ens de blad som på svenska kallas rotblad, dessa växer nämligen inte ut från växternas rötter, utan från en underjordisk stam, jordstam, hos vissa fleråriga örter. 

## Uppbyggnad
De flesta blad är, åtminstone delvis, till formen skivlika. Den del av ett blad, som har denna form, kallas bladskivan. Förutom denna finns hos ett mycket stort antal blad en nedre del som bär upp bladskivan - bladskaftet. Ofta är bladskaftets nedre del särskilt utvecklad och kallas då bladfot. Bladfoten kan hos vissa blad likna en skiva som mer eller mindre omsluter stammen, och kallas då bladslida. Bladslidor förekommer till exempel hos gräs och flockblommiga växter. Hos gräsen tjänstgör den som stödjande organ för stammen.

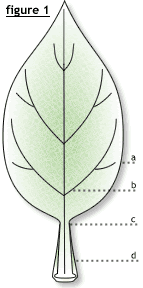
a:bladskiva b:bladnerv c:bladskaft d:bladfot

Stipler är mer eller mindre bladlika utbildningar av bladfoten, till exempel hos ros- (Rosaceae) och ärtväxter (Leguminosae). 
Saknas skaftet (oskaftade blad), växer bladen vanligen med bred bas ut från stammen. Ofta omsluter då bladbasen stammen helt och hållet vilket kallas omfattande blad. Detta kan ses hos till exempel vallmo. Om bladets omfattande flikar växer samman med varandra kallas detta genomvuxna blad. Om bladen är motsatta kan flikarna från ett blad växa ihop med motstående blads flikar. Detta sker till exempel hos kaprifol (Lonicera caprifolium). Det finns även blad som bildas av enbart skaft (så kallade fylloider) eller enbart av slida, men dessa är inte särskilt vanligt förekommande. Exempel på den förra typen har pilblad (Sagittaria sagittifolia), i sina nedre, under vattnet nedsänkta blad samt en mängd arter i akaciasläktet (Acacia); till den senare typen hör de översta örtbladen hos flera arter av flockblommiga växter (Apiaceae). 
Vanligen är bladskivan genomdragen av så kallade bladnerver, vilka kan ses på bladets undersida som fastare åsar eller ribbor. De består huvudsakligen av ledningsvävnad. I nerverna leds vatten (och ämnen upplösta i vatten) till bladen, och de näringsämnen som bildats i bladet leds bort till resten av växten. Nerverna har också en rent mekanisk funktion, de utgör en fast stomme eller ett skelett som spänner ut bladets mjukare delar och därmed exponerar en så stor yta som möjligt för inkommande solljus. 
Bladets nervsystem är till stor hjälp för att identifiera en växt, och därför har en mängd termer för att beskriva olika sorters system växt fram, och man skiljer på enkelnerviga, handnerviga och fjädernerviga blad. Hos enkelnerviga (parallellnerviga) blad utgår från bladbasen en mängd jämnstarka nerver som löper parallellt med varandra, med endast svaga sidogrenar ut i bladets spets. De flesta enhjärtbladiga växter har denna typ av nervsystem. Hos handnerviga blad utstrålar ett mindre antal, 3-9, jämnstarka nerver från basen på olika håll (de sammanstrålar alltså inte i en enda bladspets). Hos de handnerviga bladen förgrenar sig dessa huvudnerver ytterligare till mindre sidogrenar. Detta nervsystem finns hos till exempel hästkastanjens blad. Hos fjädernerviga blad löper en större nerv - medelnerven - genom bladet från bas till spets. Denna medelnerv förgrenas längs hela sitt lopp med hjälp av fjäderformiga sidonerver, som i sin tur kan förgrena sig. De tvåhjärtbladiga växterna har vanligen fjädernerviga blad. 
I avseende på omkrets och liknande kan bladskivans anta många olika former. Det enda som kan sägas om de allra flesta bladskivor är att de är huvudsakligen tvåsidigt symmetriska. Det är ovanligt med blad som uppenbart är osymmetriska. Exempel på osymmetriska bladskivor återfinns bland örtbladen hos de allmänt odlade arter i begoniasläktet samt hos de två sidoställda kronbladen hos ärtväxternas blommor.
Bladskivan kan vara grenig eller ogrenad. Greniga blad kallas vanligen inskurna och är vanliga hos tvåhjärtbladiga växter och ormbunkar. Ogrenade blad är däremot vanliga hos enhjärtbladiga växter, barrträd och mossor. Ibland är inskurna blad så skarpt avdelade att bladet tycks vara uppbyggt av små bladskivor, dessa kallas för sammansatta blad, i motsats till övriga som följaktligen kallas enkla. Sammansatta blad är vanliga inom flera växtfamiljer, till exempel ärtväxterna och rosväxterna. De till synes självständiga delarna av det sammansatta bladet kallas småblad. Dessa småblad kan i sin tur vara sammansatta, och resultatet kallas då dubbelt sammansatta blad. Dubbelt sammansatta blad förekommer till exempel hos akaciasläktet.
De enkla bladen kallas om inskärningar saknas helbräddade. Om inskärningarna är grunda för sågade, naggade eller tandade beroende på inskärningarnas form. Om inskärningarna är djupare kallas bladen för flikiga.
Bladform och nervsystem är delvis beroende på varandra. Flikiga blad med handnervigt nervsystem kallas för handflikiga blad medan flikiga blad med fjädernervigt nervsystem kallas parflikiga blad. Sammansatta blad med handnervigt nervsystem kallas fingrade blad, medan sammansatta blad med fjädernervigt nervsystem kallas för parbladiga blad. De enkelnerviga bladen är vanligen enkla. De fingrade respektive parbladiga bladen hos palmer (Arecaceae) har uppstått ur hela blad genom att bladskivan rispats upp längs nerverna.

## Typer

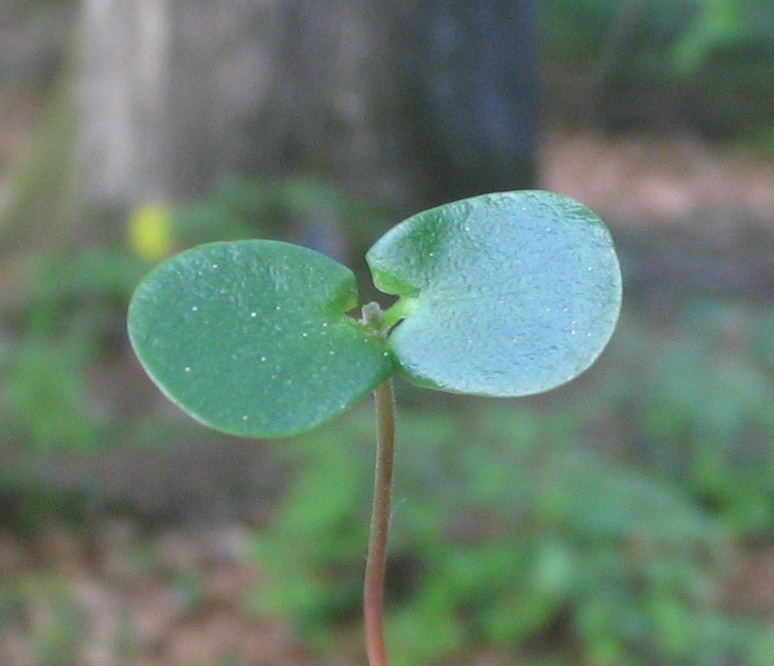
Hjärtblad hos hassel.

Följande huvudslag av blad kan från urskiljas:
hjärtbladDe blad som utvecklas allra först hos växten och som finns redan hos det i fröet inneslutna växtembryot. Dessa blad är i allmänhet tjocka och köttiga samt nästan alltid helbräddade.
lågbladFjäll- eller slidlika blad, som ofta uppträder på årsskottet före örtbladen. De är oskaftade, ogrenade samt antingen alls inte gröna eller enbart svagt grön. Exempel på sådana finns i de små, nedre bladen hos liljekonvaljen (Convallaria majalis), daggkåpesläktet (Alchemilla) med flera. Hos en del växter, till exempel tallörten (Monotropa hypopitys) finns inga andra näringsblad än lågblad.
örtbladBlad i vanlig betydelse, "lövblad", mellanblad är i regel starkt gröna, oftast försedda med både skaft och skiva samt i övrigt av de mest växlande former.

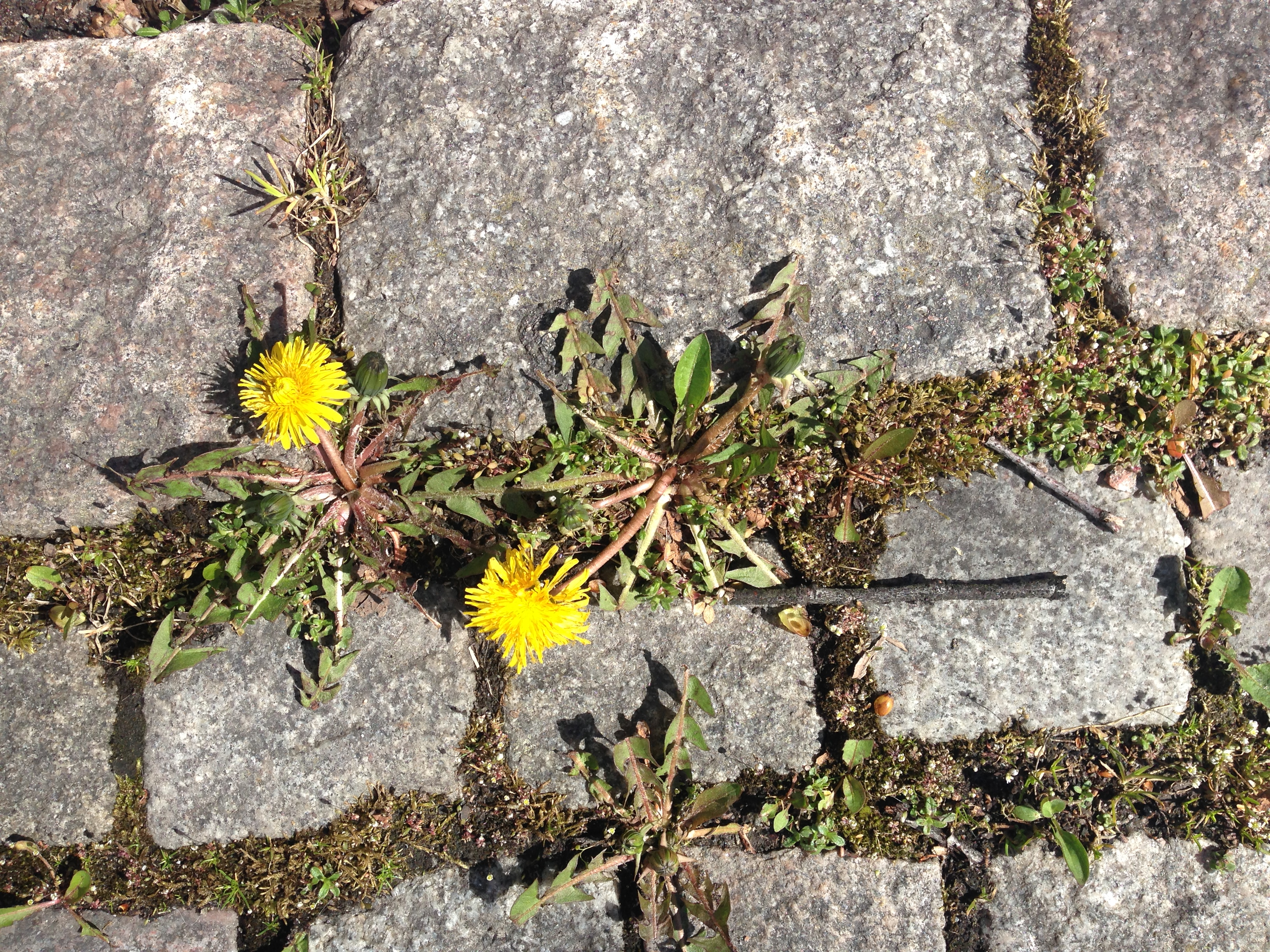
Maskros har basalblad

högbladI regel svagt utvecklade blad, som uppträder senare än örtbladen, i närheten av blommorna, oftast vid blomskaftens bas. De är oskaftade och ogrenade samt oftast mycket små. Någon gång kunna de vara ganska stora. Till exempel hos hönsbär (Cornus suecica) och hos den odlade vita kallans (Zantedeschia aethiopica) hölsterblad. De är då oftast av en annan färg än den vanliga gröna. Andra benämningar för högblad är blomskärm, holkblad, skärmblad, stödjeblad, svepe.
fortplantningsbladfoderblad, kronblad, ståndarblad och pistillblad. (Se blomma).
basalblad
Blad som är belägna mot växtens bas.

## Funktion
Då bladen under växtens liv skall fylla många olika behov, kan man från fysiologisk synpunkt urskilja flera slag av blad. De utan jämförelse viktigaste är näringsbladen och fortplantningsbladen. Därutöver finns blad som har särskilda uppgifter. 

### Näringsblad
De mest karakteristiska näringsbladen är örtbladen, vilka har en stor mängd viktiga uppgifter för näringsupptaget: de upptar koldioxid, ett av växtens viktigaste näringsämnen som jämte vatten används till bildande av organisk substans; de assimilerar (om dagen) den utifrån upptagna och den från roten genom stammen tillförda, oberedda födan; de avsöndrar överflödigt vatten i gasform; de upptar det för växtlivet lika väl som för djurlivet nödvändiga syret, och de förvarar (om de är fleråriga) en del av växtens reservnäring över vintern. Det finns också örtblad som har förmåga att uppta andra ämnen än koldioxid, nämligen örtbladen hos de "insektätande växterna". 
Även hjärtbladen är en form av näringsblad. Hos vissa växter, till exempel ärtväxterna, förvaras den näring som den unga plantan behöver vid groningen i hjärtbladen. Hos andra växter, till exempel dadelpalmen, är deras funktion att vid groningen suga upp den näring, som finns i frövitan som omger dem. Hos andra växtarter, till exempel barrträden, så har hjärtbladen dels funktionen att förvara näring och dels, sedan de vuxit ut ur fröet och blivit gröna, uppgiften att tjänstgöra som vanliga örtblad. 
Även vissa lågblad kan fungera som näringsblad. Det finns nämligen lågblad hos lökar som tjänstgör som förvaringsrum för den reservnäring, som moderplantan la ner löken för att användas vid groning.

### Blad med särskilda uppgifter

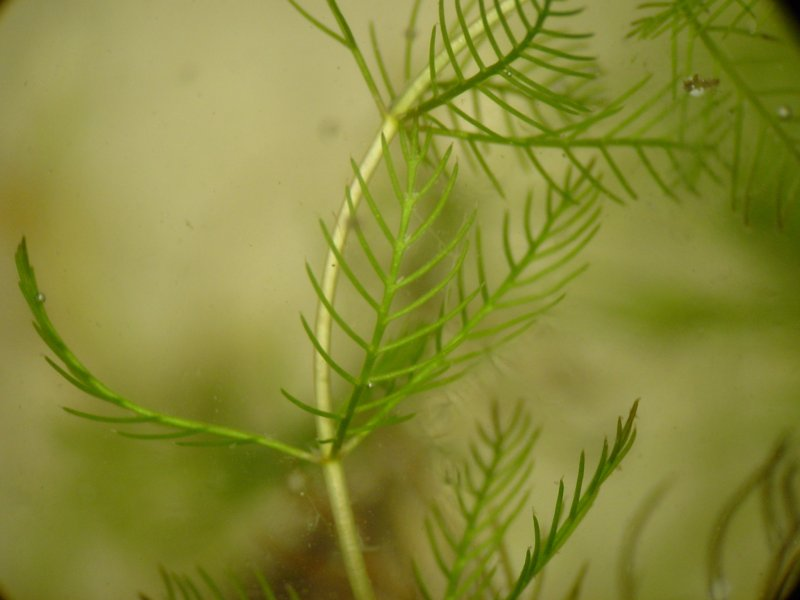
Gälblad på en Myriophyllum.

Försvarsblad är blad som antingen helt och hållet eller åtminstone delvis ombildats till stickande organ, bladtornar, och som försvarar växterna mot djurens angrepp. Ett bra exempel på sådana blad är tornarna hos berberis (Berberis vulgaris). Dessa har så fullständigt förvandlats till försvarsorgan, att de endast med svårighet kan igenkännas som blad. Andra exempel är tistlarnas blad, hos vilka dock endast en del av bladgrenarna ombildats till tornar, medan större delen av bladskivan tjänstgör som näringsblad. Bladtornar skall ej sammanblandas med stamtornar, som de som finns på till exempel hos hagtorn och slån.)
Klättringsblad är sådana blad, som förekommer hos en del växter med svag stam och hjälper dessa växter att klättra uppför och klänga sig intill fastare föremål. Klättringsbladen är oftast försedda med och tidvis helt och hållet förvandlade till trådlika, vindlande organ, så kallade klängen. Exempel finns hos en stor mängd ärtväxter. I bland har klättringsbladen inga klängen, utan använder sina då ganska starkt utvecklade bladskaft för att gripa fast i andra föremål. Så ser det ut hos en mängd arter i klematissläktet (Clematis) och arter i smilaxsläktet (Smilax).
Flytblad är blad hos en del vattenväxter som gör att växterna håller sig flytande i vattnet. I denna typ av blad finns ganska stora håligheter som innehåller luft, som ett slags simblåsor. 
Vattenblad eller gälblad är trådfint delade i vatten nedsänkta blad hos vattenväxter. Trådningen syftar till att låta en större bladyta komma i beröring med vattnet (se heterofylli). 
Andra exempel på egendomliga blad är de insektätande växternas.

## Anatomi: epidermis och mesofyll

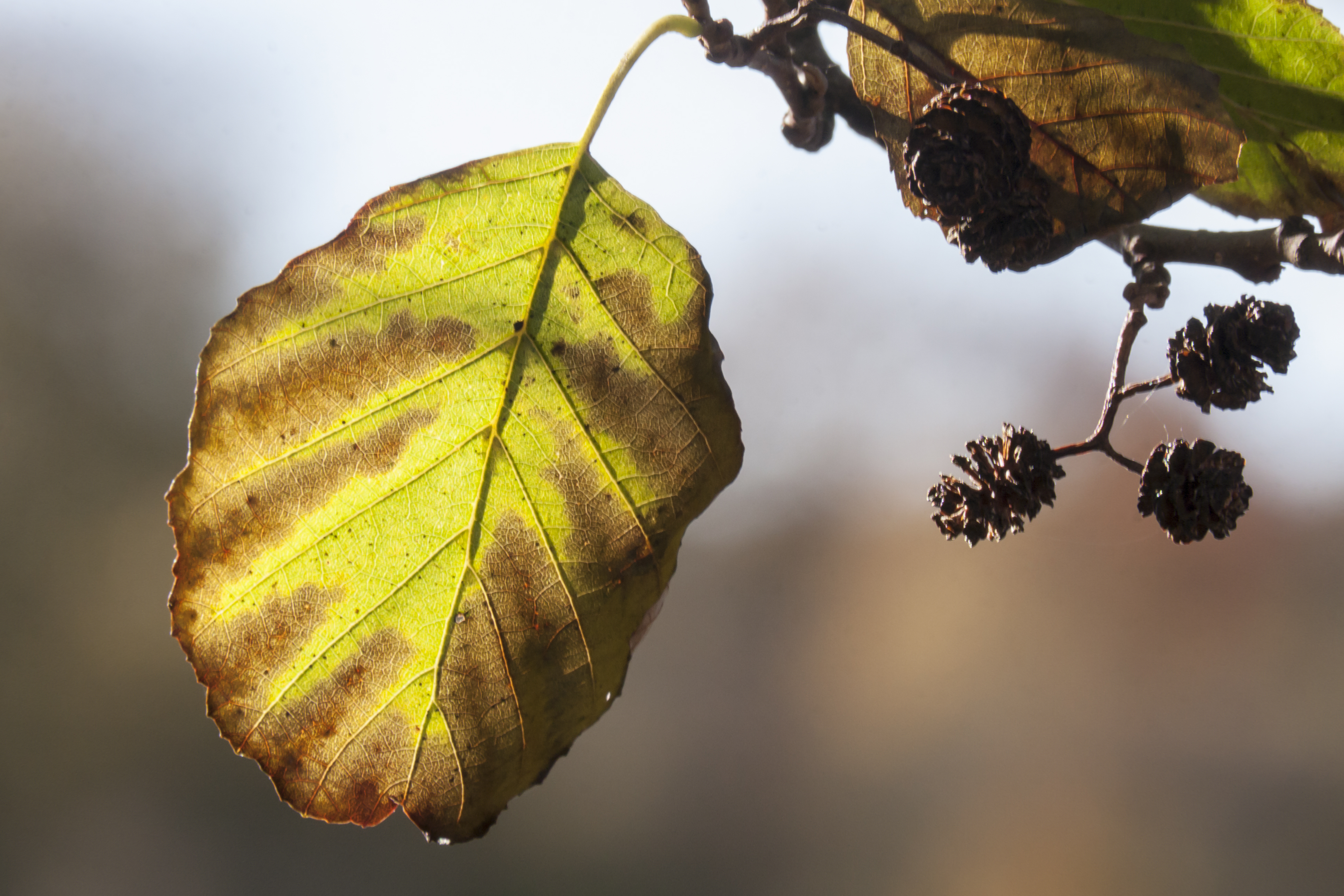
Nerverna väl synliga på undersidan av ett löv till klibbal.

Bladet består av en hudvävnad (epidermis) som omger grundvävnaden - bladköttet (mesofyll) i vilket nerverna finns inneslutna.
HudvävnadHudvävnadens (epidermis) uppgift är att skydda bladet mot för stark vattenavdunstning. Den består av ett skikt celler, vars ytterväggar vanligen är starkt förtjockade och försedda med kutikula. I hudvävnaden finns klyvöppningar, dock vanligen i vida större antal i huden på bladets undersida.
GrundvävnadGrundvävnaden (mesofyll) är uppbyggd av tunnväggiga, klorofyllförande parenkymceller. Man kan vanligen urskilja två slags celler, dels långsträckta, cylindriska, som ligger närmast översidans hud och står vinkelrätt mot denna, palissadvävnad (denna kan vara en till flera cellskikt tjock); dels mer eller mindre rundade eller greniga celler närmast bladets undersida, svampparenkym.
Kloroplaster (klorofyllkorn) återfinns i både typerna, men mest i palissadvävnaden, varför denna utgör den egentliga assimilationsvävnaden. Mellan svampparenkymets celler finns stora luftrum, vilka står i förbindelse med den yttre luften genom klyvöppningarna. Ofta är luftrummen i svampparenkymet omedelbart innanför en klyvöppning betydligt större än i övriga delar av det och bildar en så kallad andhåla. Svampparenkymet kallas också transpirations- eller andningsvävnad. Blad med svampparenkym innehåller alltså mindre klorofyll och mer luft och blir därmed vanligen blekare färgade på undersidan.
NerverLedningsvävnaden utgörs vanligen av ett kollateralt kärlknippe. Detta knippe har med veddelen uppåt då det är en direkt fortsättning av stammens kärlknippen, som har veddelen inåt. Oftast åtföljs kärlknippena av ledgrupper av förtjockade celler, som bidrar till nervernas fasthet.
Bladets uppbyggnad är en konsekvens av dess funktion som ett koldioxidassimilerande organ. Då fotosyntes kräver ljus, så återfinns den på kloroplaster rika palissadvävnaden på ovansidan där den kan motta störst mängd ljus. De fasta nerverna bidrar dessutom till att breda ut en så stor assimilerande yta som möjligt. Luftens koldioxid tillförs palissaderna huvudsakligen underifrån genom undersidans klyvöppningar, som här är mindre utsatta för alltför stark avdunstning. Palissadcellen är också den mest lämpliga assimilationscellen, då ljuset kan tränga fram till kloroplasterna utan att passera genom tvärväggar, som skulle minska ljusstyrkan. I palissadcellerna bildas organisk substans, som genom svampparenkymet leds in i nerverna och därigenom ut till växtens olika delar. 
Denna uppdelning av funktioner mellan bladets båda sidor kallas dorsiventralitet, men det är inte alla blad som skiljer på ovan- och undersida på detta sätt. Hos en mängd växter, i synnerhet sådana som är utsatta för starkt ljus och torka, är bladen så kallat isolaterala, det vill säga att över- och undersidan är uppbyggd på samma sätt, både vad beträffar hudvävnaden och grundvävnaden. Detta innebär alltså att palissadceller finns även på bladets undersida.
En del växter, till exempel barrträd och ranunkelväxter (Ranunculaceae), saknar egentliga palissader. Assimilationscellerna är här mer eller mindre isodiametriska, men är genom veck på väggen avdelade i mindre kammare, som var för sig motsvarar en palissadcell. Mesofyllcellerna i bladkanten är oftast starkt förtjockade, för att hindra bladets sönderrivning.
Ljuset har ett bestämmande inflytande på assimilationsvävnadens utbildning; blad utsatta för starkt ljus (solblad) har ett väl utvecklat palissadsystem, medan blad i skugga har svagt utbildade eller alls inga palissadceller.

Detaljstruktur

## Livscykel och livslängd

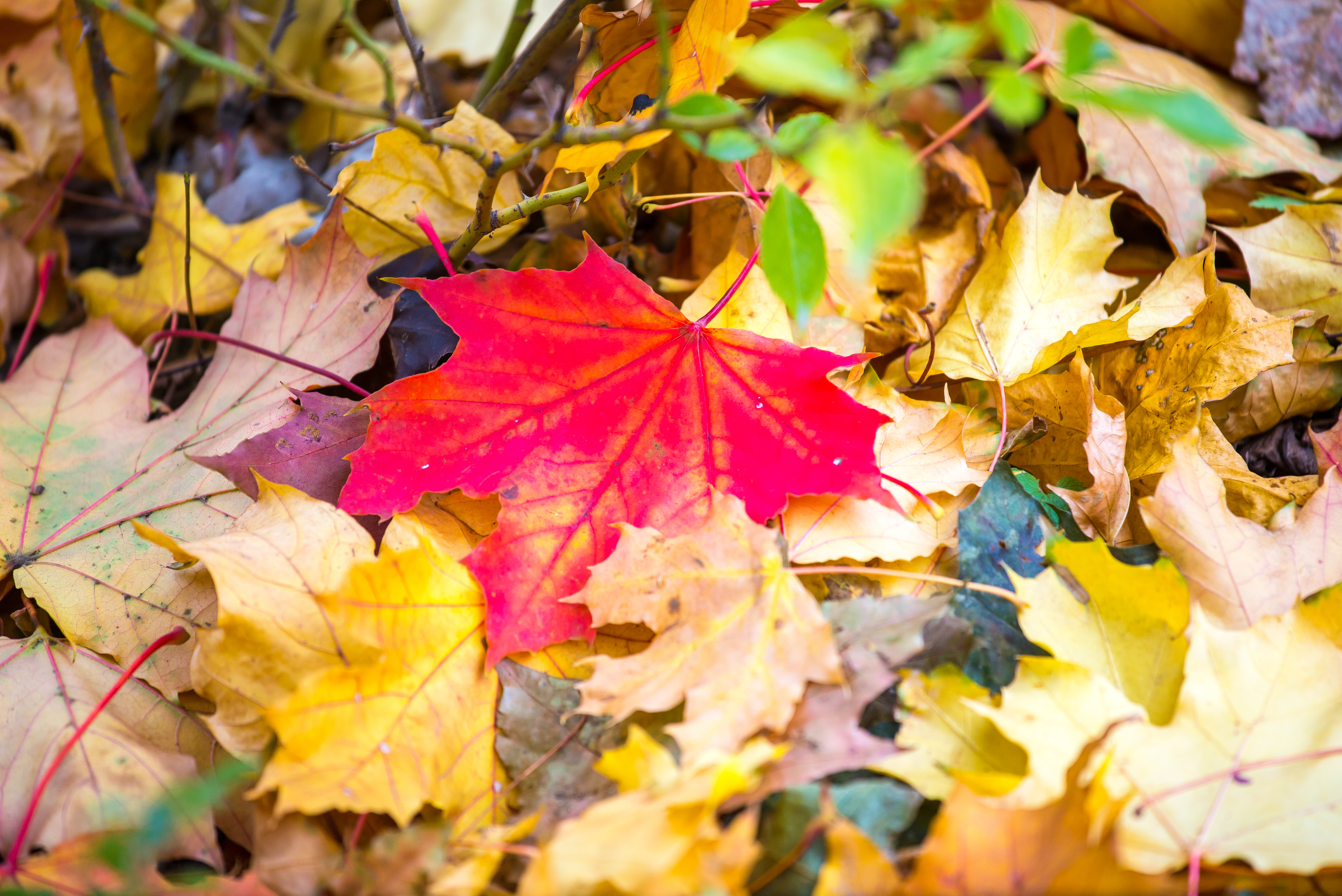
Fallna höstlöv från lönnar.

I jämförelse med stam och rot blir bladen i allmänhet inte särskilt gamla. En särdeles kort livstid har blommornas blad, i synnerhet kronbladen och ståndarbladen. Men även de blad, som når den högsta åldern, nämligen örtbladen, blir vanligen inte särdeles gamla. 
Hos de flesta växter, åtminstone i de kallare klimaten, dör och faller örtbladen av samma år som de bildats. I Sverige är det till exempel endast ett litet antal av växterna som har fleråriga blad; till exempel barrträden. I varmare klimat är antalet växter med fleråriga blad (så kallade städsegröna växter) mycket större. Hos en del av dessa kan bladen bli ganska gamla; hos welwitschia (Welwitschia mirabilis) kan hjärtbladen till och med bli mer än 100 år.

### Säsongsmässig lövförlust
Löv i tempererade, boreala och säsongsmässiga torra zoner kan vara säsongslövande (faller under den mörka säsongen). Denna mekanism för att fälla löv kallas abskission. Om en växt inte får ljus gulnar den. Under kalla och ljussvaga höstar byter löven färg och blir gula, ljusorange eller röda eftersom olika pigment (karotenoider och xantofyller) framträder när trädet reagerar på kylan och minskat solljus genom att begränsa klorofyllproduktionen. Röda antocyaninpigment produceras i bladet. Enligt en studie från Umeå universitet ger den röda färgen löven ett viktigt skydd mot solens strålar, ett slags solskyddsmedel för träd. När klorofyllet försvunnit från bladen kan trädet få för mycket ljus. Den röda färgen hindrar då ljuset.